# Margarete Lenk
Margarete Lenk (auch: Margarethe Lenk; * 29. August 1841 in Leipzig als Margarete Klee; † 31. Oktober 1917 in Dresden) war eine deutsche Schriftstellerin.

## Leben
Lenk war die Tochter des Gymnasiallehrers Julius Ludwig Klee. Ab 1849 lebte die Familie in Dresden, wo Margarete Lenk durch ihren Vater eine klassisch-humanistische Bildung erhielt. Später unterrichtete sie selbst als Privatlehrerin. Nachdem sie 1863 das Lehrerinnen-Examen bestanden hatte, unterhielt sie bis 1868 ein privates Lehrinstitut. Im selben Jahr heiratete sie den Prediger Emil Lenk, mit dem sie in den folgenden Jahren im sächsischen Siebenlehn lebte. 1873 wanderte das Ehepaar in die Vereinigten Staaten aus, wo Emil Lenk an der Trinity Lutheran Church in Millstadt (Illinois) als Seelsorger wirkte. 1889 kehrten beide nach Deutschland zurück, und Emil Lenk übernahm eine Pfarrstelle in Niederplanitz bei Zwickau; ab 1891 war er Pfarrer im vogtländischen Ort Grün bei Lengerfeld. Nach dem Tod ihres Mannes im Jahre 1907 lebte Margarete Lenk in Dresden. 
Margarete Lenk war Verfasserin von zahlreichen Erzählungen für Kinder und Jugendliche. Während sie anfangs in ihren Werken Erfahrungen aus ihren Jahren in Amerika verarbeitete, schrieb sie später von tiefer Frömmigkeit geprägte historische Erzählungen, die häufig in der Zeit der Reformation und des Dreißigjährigen Krieges spielen. Einige ihrer Werke wurden ins Englische und Schwedische übersetzt.

## Werke
- Der kleine Lumpensammler. Zwickau 1891
- Auf dem Christmarkt. Zwickau 1893
- Die Zwillinge. Zwickau 1894
- Ein Kleeblatt. Zwickau 1895
- Zwei Häuslein am Bach. Zwickau 1895
- Im fernen Westen. Stuttgart 1896
- Des Pfarrers Kinder. Zwickau i.S. 1896
- Kinderherzen. Zwickau 1897
- Der Findling. Zwickau 1898
- Im Dienst des Friedensfürsten. Zwickau 1899
- Drei Wünsche. Zwickau 1900
- Die Bettelsänger. Zwickau 1901
- Seemövchen und andere Erzählungen. Zwickau 1902
- Treue Herzen. Zwickau 1903
- Im Bahnhäuschen. Zwickau 1904
- Sturm und Sonnenschein. Zwickau i.S. 1904
- Durch Nacht zum Licht. Zwickau 1905
- Lenas Wanderjahre. Zwickau i.S. 1905
- Schulmeisterlein. Zwickau 1905
- Der alte Schrank. Zwickau 1906
- Die Bemme. Zwickau 1906
- Licht und Schatten. Zwickau i.S 1906
- Paul und seine Brüder. Zwickau 1906
- Der Taler. Zwickau 1906
- Gottes Wege. Reutlingen 1907
- Des Kindes Tageslauf. Zwickau 1907
- Die Geschwister. Zwickau 1908
- Das Inselkind. Zwickau 1908
- Patricks erstes Weihnachten. Zwickau 1908
- Rudolfs Geheimnis. Zwickau 1908
- Man bittet stark zu klingeln! Zwickau 1909
- Thomas, der Leutpriester. Zwickau i. Sa. 1909
- Aus meiner Kindheit. Zwickau 1910
- Schwarz und weiß und andere Erzählungen. Zwickau 1910
- Fünfzehn Jahre in Amerika. Zwickau 1911
- Eine kleine Königin. Zwickau 1911
- Weihnachtsfeier. Zwickau 1911
- Christkindleins Bild. Zwickau 1912
- Des Waldbauern Friedel. Zwickau 1912
- Wir haben seinen Stern gesehen! Zwickau 1912
- Nürnberg, des Deutschen Reiches Schatzkästlein. Zwickau (Sachsen) 1913
- Siegmund. Auf Seekönigs Thron. Zwickau (Sachsen) 1913
- Weihnacht auf der See. Zwickau (Sachsen) 1913
- Hänschens Badereise. Das Puppenkleidchen. Zwickau 1914
- Der halbe Vorhang. Zwickau (Sachsen) 1914
- Die kleinen Meistersänger. Zwickau (Sachsen) 1914
- Das Burgfräulein. Zwickau 1916
- Der Hirtenknabe. Zwickau 1916
- Im Engelskleid. Zwickau 1916
- Lotte. Zwickau 1916
- Lutz und Fridolin. Zwickau 1916
- Magister Leopold. Zwickau 1916
- Swanwit. Zwickau 1916
- Wolfgang und Edeltraut. Zwickau 1916
- Erstlinge. Zwickau 1919
- Des Goldschmieds Töchterlein. Zwickau 1919
- Kindergeschichten und Reime. Zwickau (Sachsen) 1921
- Mein Sorgenkind. Zwickau (Sachsen) 1921
- Allerlei Christbäume. Zwickau (Sachsen) 1927
- Wie Hans von Friedberg den Frieden fand. Zwickau (Sachsen) 1927
- Himmelwärts. Zwickau 1932
- Die Kinder des Goldsuchers. Zwickau 1939

## Herausgeberschaft
- Weihnachtslieder für jung und alt. Zwickau (Sachsen) 1913